# François Hamille
François Hamille, né le 3 septembre 1812 à Montreuil (Pas-de-Calais) et mort le 20 novembre 1885 à Douai (Nord), est un homme politique français.

## Biographie
Avocat à Douai, François Hamille entre en 1845 dans l'administration centrale des Cultes, grâce à l'appui de son oncle Nicolas Martin du Nord, ministre des Cultes, et dont il devient directeur sous le second Empire. Il est député du Pas-de-Calais de 1871 à 1885, inscrit d'abord à la réunion des Réservoirs, puis au groupe bonapartiste de l'Appel au peuple. Il est élu sénateur du Pas-de-Calais en janvier 1885, et meurt quelques mois plus tard. Conseiller général du canton de Campagne en 1861, il est président du conseil général du Pas-de-Calais.

## Sources
- « François Hamille », dans Adolphe Robert et Gaston Cougny, Dictionnaire des parlementaires français, Edgar Bourloton, 1889-1891 [détail de l’édition]